# Bektemir Melikuziev
Bektemir Melikuziev, född den 8 april 1996 i Kokand, är en uzbekisk boxare.
Han tog OS-silver i mellanvikt i samband med de olympiska boxningstävlingarna 2016 i Rio de Janeiro..